# Белорусская социал-демократическая партия
Белорусская социал-демократическая партия (БСДП), — политическая партия в Беларуси в 1918—1924 годах. Предшественницей БСДП было Белорусское социалистическая грамада (БСГ), которая представляла собой блок народников и марксистов. В 1915 на территории Беларуси, оккупированной немецкими войсками, марксисты (И. Луцкевич, A. Луцкевич, Тётка и др.) вышли из БСОГ и создали Белорусскую социал-демократическую рабочую группу (БСДРГ). 
После раскола БСГ (апрель 1918) белорусские марксисты, которые действовали в Восточной Беларуси, объединились с БСДРГ и создали с ней БСДП. Основные принципы БСДП — свобода, равенство, братство, демократия, правовое государство. Социальная база — квалифицированные рабочие, образованные крестьяне, ремесленники, интеллигенция. Активными деятелями партии были В. Ивановский, И. Красновский, А. Луцкевич, И.Луцкевич, Я. Лёсик, С. Рак-Михайловский, A. Смолич, Б. Тарашкевич. 
Проект программы БСДП создан в 1919  Смоличем. В соответствии с учением Маркса, партия считала, что переход к социализму возможен только в высокоразвитой стране. Признавая учение о классовой борьбе, БСДП считала, что к социализму можно прийти путём реформ. He отказывая идее диктатуры пролетариата, члены БСДП считали, что установление политической власти рабочего класса будет возможно только тогда, когда он составит большинство населения и победит на демократических выборах. В отрасли сельского хозяйства БСДП стояло за национализацию поместной, монастырской и церковной земли и передачу её безземельным и малоземельными крестьянам. При этим не исключала возможности выкупа поместной земли государством, что не перечило учению Маркса. Предлагалось передать крестьянам землю в пожизненное пользование с правом передачи в наследство. Партия выступала за развитие кооперации в деревне. Она считала, что кооперация подготавливает реальных практических работников и организаторов будущего социалистического строя. Развитие сельского хозяйства разглядывалось как необходимое условие развития промышленности. БСДП считала, что для социализации производства в Беларуси ещё не было условий, и предупреждала, что немедленная социализация может привести к «бюрократическому социализму», экономической катастрофы. В проекте программы предусматривался комплекс экономических мер для борьбы с эксплуатацией в деревнях, а также мере социальной защиты рабочих. По мнению членов БСДП, все реформы можно осуществить в свободной и демократической стране. БСДП предлагала ввести всеобщее прямое избирательного право с тайным голосованием, обеспечить свободу слова, прессы, собраний, партий, организаций, совести, неприкосновенность лица и жилья, тайну переписки, отделение церкви от государства. Все эти меры должны были служить освобождению человека с подневольной административной опеки. БСДП выступала за независимость Беларуси как демократической республики. Целью партии было сделать свой народ полноправным членом международной семьи. Члены партии были убеждены: вольный от эксплуатации народ будет выделять своё творчество в национальных формах; задачей социализма является не уничтожение национальных особенностей; прогресс должен вести не к ассимиляции народов, a к наивысшей форме их согласной жизни, к рабочему интернационалу. Военные события помешали БСДП провести учредительный съезд и утвердить программу. 
В БССР деятельность партии была остановлена арестом её активистов в марте 1921. Я. Лёсик, А. Смолич и др. были реабилитированы и работали в научных и учебных учреждениях. В Западной Беларуси БСДП находилась в оппозиции польскому правительству. Придерживалась легальных, парламентских форм борьбы. Участвовала в создании Блока национальных меньшинств, который на выборах в сейм в ноябре 1922 получил 28% голосов. В 1922 в БСДП оформилось более левое крыло, возглавляемое С. Рак-Михайловским — Белорусская партия независимых социалистов (БПНС). Позже к неё присоединился Б.Тарашкевіч. В 1925 БПНС почти полностью объединилась с КПЗБ. От БСДП осталась узкая группа интеллигентов возглавляемая A. Луцкевичем, который называл партию штабом без армии. Основные причины распада БСДП — практическое отсутствие в Беларуси крупной промышленности и квалифицированного национального рабочего класса, инжинерно-технической интелигенции, политические репрессии в БССР, социальная и национальный политика польского правительства, которая направила значительную часть белорусских социалистов на путь более радикальной борьбы, а также деятельность в белорусском движении Коминтерна, ВКП(б) и КП(б)Б.